# نورتن كوماندر
نورتن كوماندر (بالإنجليزية: Norton Commander)‏ برنامج إدارة ملفات كتبه جون سوها وأصدرته مؤسسة بيتر نورتن للحوسبة (فيما بعد حصلت عليه شركة سيمانتك). يعمل أساسا مع واجهة دوس النصية. نشر رسميا بواسطة سيمانتك بين عامي 1986 و1998. النسخة الأخيرة من إصدار الدوس 5.51 صدرت في 1 يوليو، 1998.
على الرغم من تدني استخدام نورتن كوماندر حاليا، إلا أنه كان ذا شعبية واسعة خلال حقبة الدوس حيث استخدم على نطاق واسع.
آخر تحديث لإصدار الواجهة الرسومية من نورتن كوماندر أصدر بواسطة سيمانتك في عام 1999 باسم نورتن كوماندر فور ويندوز. هذه النسخة متكاملة تماما مع ويندوز؛ النسخة الأخيرة الصادرة منه لويندوز 2.01 كانت في 1 فبراير، 1999.